# قزل‌بلاغ (خدابنده)
قزل بلاغ (خدابنده)، روستایی از توابع بخش بزینه‌رود شهرستان خدابنده در استان زنجان ایران است.

## جمعیت
این روستا در دهستان زرینه‌رود (خدابنده) قرار دارد و براساس سرشماری مرکز آمار ایران در سال ۱۳۹۵، جمعیت آن ۱۳۰۷ نفر (۲۱۲خانوار) بوده‌است.و کار اصلی در این روستا تولید مجسمه های تزئینی و کشاورزی و دامداری میباشد.